# 鮻属
鮻属，為輻鰭魚綱鯔形目鯔科的其中一属。

## 下属物种
- 波斯鮻（Planiliza abu）
- 前鱗鮻（Planiliza affinis）
- 竹筒鮻（Planiliza alata）：又稱寶石鮻。
- 銀鮻（Planiliza argenteus）
- 金鮻（Planiliza aurata）
- 班迪拉鮻（Planiliza bandialensis）
- 棱鮻（Planiliza carinata）
- 杜氏鮻（Planiliza dumerili）
- 犁鰭鮻（Planiliza falcipinnis）
- 少鱗鮻（Planiliza grandisquamis）
- 鮻（Planiliza haematocheilus）
- 多耙鮻（Planiliza klunzingeri）
- 叉尾鮻（Planiliza luciae）
- 大鱗鮻（Planiliza macrolepis） ：又稱澎湖鮻。
- 曼達帕瑪鮻（Planiliza mandapamensis）
- 灰鰭鮻（Planiliza melinoptera）
- 金點鮻（Planiliza parsia）
- 桃鮻（Planiliza persicus）
- 薄唇鮻（Planiliza ramado）
- 拉氏鮻（Planiliza ramsayi）
- 李氏鮻（Planiliza richardsonii）
- 跳鮻（Planiliza saliens）
- 粗鱗鮻（Planiliza subviridis）：又稱綠背鮻、白鮻。
- 叉牙鮻（Planiliza tricuspidens）
- 截尾鮻（Planiliza vaigiensis）：又稱黃鯔。

## 擴展閱讀
維基物種上的相關：鮻属